# Lamin Dibba
Lamin Dibba (Banjul, Gàmbia; 17 de juny de 1997) és un jugador gambià-català de bàsquet que juga al Bisbal Bàsquet de Segona FEB. Amb 2.10 d'alçada, la seva posició dins la pista és d'aler i pivot.
Procedent de Gàmbia, Dibba es va establir a Catalunya el 2018, gràcies a les seves qualitats físiques va prosperar com a jugador de bàsquet. Des del 2019 forma part del CB Sant Narcís i el desembre de 2020 va fitxar amb el Bàsquet Girona per fer el seu debut dins la LEB Or. El juny de 2022 va fitxar pel Bisbal Bàsquet.